# Nevin Aladağ

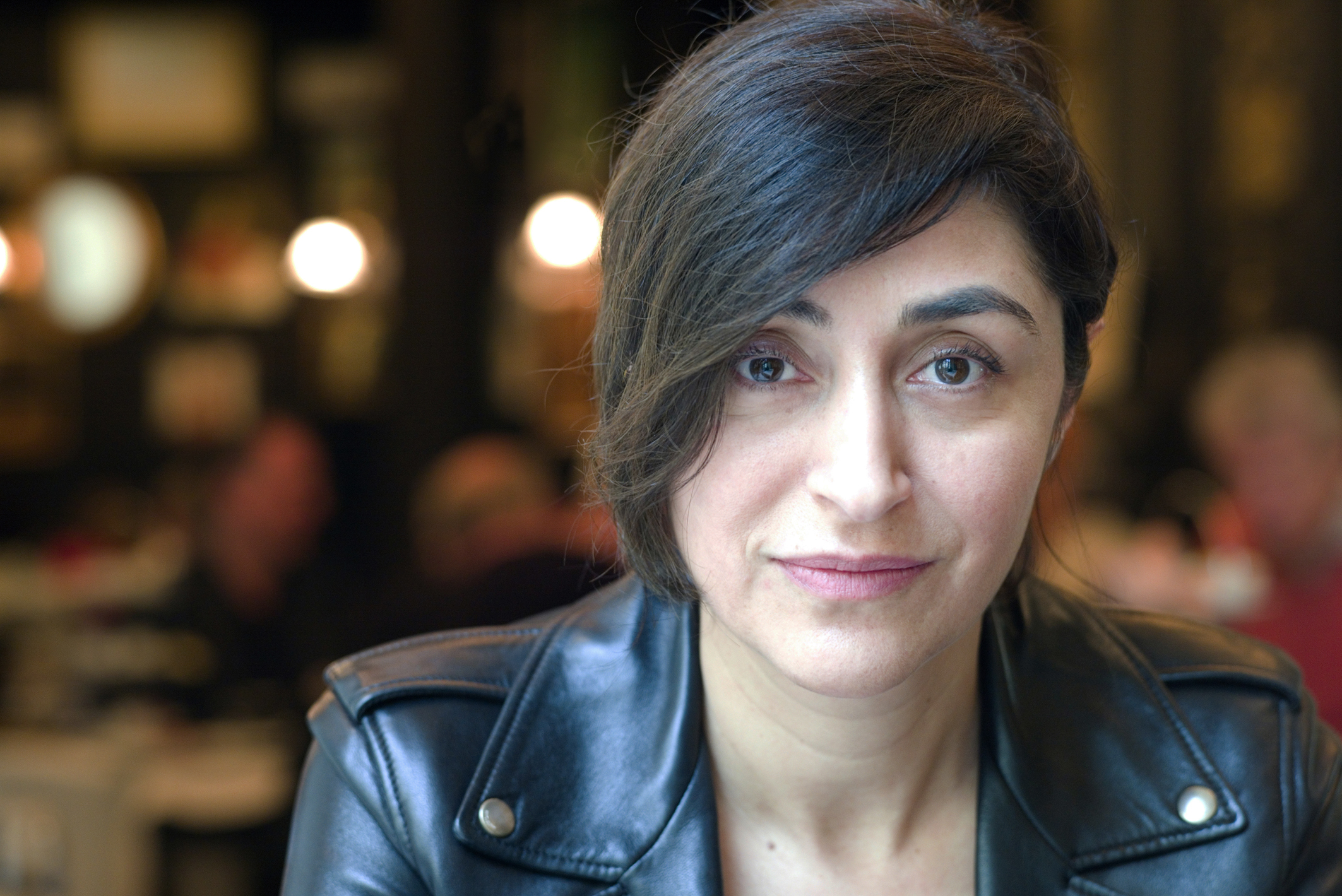
Nevin Aladağ (2015)

Nevin Aladağ ([nevin aɫadaː] ⓘ; * 1972 in Van, Türkei) ist eine deutsche Bildhauerin und Installations- und Performancekünstlerin. Bezeichnend für ihr mehrfach ausgezeichnetes und international renommiertes Werk ist der Einsatz von Musik und Klang, aber auch von Mustern und Ornamenten. Sie kombiniert oft unterschiedliche Disziplinen und arbeitet mit Humor und Ironie.

## Leben und Werk
Nevin Aladağs Familie hat türkische, kurdische und iranische Wurzeln. Neun Monate nach ihrer Geburt wanderten die Eltern nach Deutschland aus. Ihr Vater, der wegen der kurdischen Herkunft in seiner Heimat als Lehrer keine berufliche Perspektive hatte, arbeitete in Stuttgart als Automechaniker und wurde später Betriebsrat.
Von 1994 bis 2000 studierte Aladağ Bildhauerei bei Olaf Metzel an der Akademie der Bildenden Künste München. Inspiriert von Marcel Duchamps Gedankenwelt begann sie während des Studiums, Alltagsphänomene künstlerisch zu verarbeiten. Schon in frühen Videoarbeiten und Performances beschäftigte sie sich mit Musik und Tanz, u. a. Hip-Hop und Breakdance. So ist im Video Familie Tezcan (2001) eine fünfköpfige türkischstämmige Familie zu sehen, die Breakdance als gemeinsames Hobby pflegt. Laut Kurator Adam Szymczyk nutzt u. a. die türkische Minderheit in Deutschland diese Kunstformen, um sich eine eigene Identität fernab traditioneller, aber auch westeuropäischer Werte zu schaffen. Menschen und Kulturen in der Diaspora seien zentral für Aladağs Schaffen. Im Interview äußerte die Künstlerin selbst, dass Tanz für sie eine „individuelle und künstlerische Ausdrucksform“ sei, die „überall [...] auch ohne Sprache“ funktioniere und immer ein Ausdruck von „Unbändigkeit und Freiheit“ sei.
2003 erhielt sie ein Stipendium des Künstlerhaus Bethanien, das ihr laut eigener Aussage den Einstieg in die Berliner Kunstszene ermöglichte.
2007 zeigte sie im Rahmen des Berliner Performance-Festival „Abwehr“ erstmals die Arbeit Raise the Roof. In dieser Performance tanzen sieben junge Frauen mit Stiletto-Absätzen auf Kupferplatten. Zu hören ist nur der Klang der Schuhe auf dem Kupfer, die Musik hören die Tänzerinnen über Kopfhörer. Die Zuschauer können lediglich die Songtitel auf den T-Shirts der Frauen lesen, darunter Enjoy the Silence von Depeche Mode. Die Absätze erzeugen auf dem Kupfer ornamentale Muster und damit von der Performance unabhängige Skulpturen. Zehn Jahre später war Aladağ mit dieser Performance auch auf der Biennale di Venezia vertreten. Typisch für die Künstlerin ist dabei das Experimentieren mit Klangeigenschaften verschiedener Gegenstände, die Inspiration durch Alltagsmaterialien, die sie oft im städtischen Raum findet, und das Spiel mit dem Zufall.

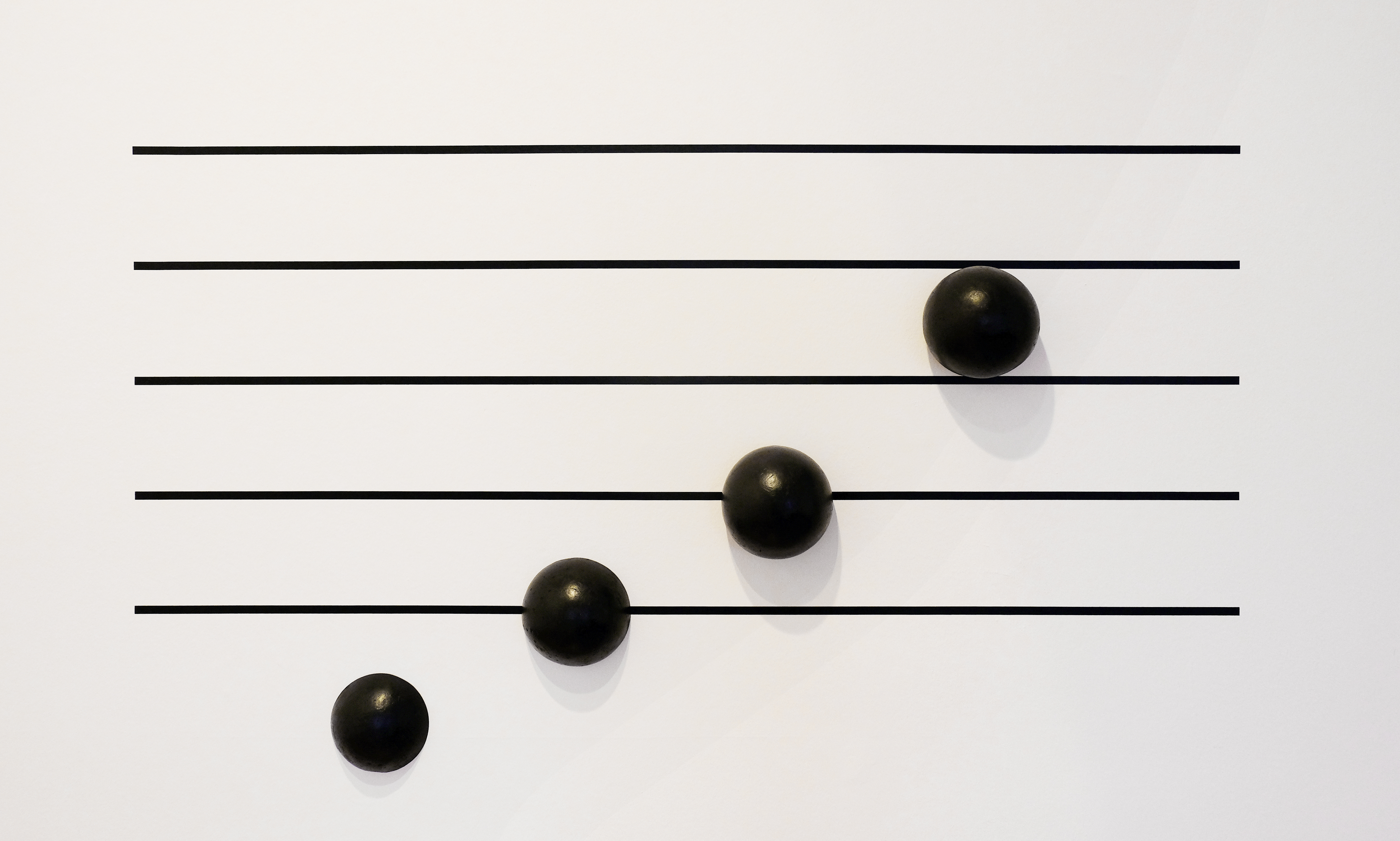
Eine Fortsetzung von Marsch: Tusch (2022)

2014 realisierte Aladağ die Installation Marsch an der Rückseite der Kunsthalle Basel. Die Wand befindet sich gegenüber der Elisabethenkirche. Aladağ ließ die weiß gestrichene Wand mit Notenlinien bemalen, auf und zwischen denen aus Eisen gegossene Notenköpfe in unterschiedlich tiefer Versenkung angebracht wurden. Vorlage für die Notenköpfe war eine Kanonenkugel aus dem 19. Jahrhundert, die die Künstlerin in der Sammlung des Historischen Museums Bern gefunden hatte. Die Noten geben die Eröffnungspartie von Mozarts Rondo Alla Turca wieder, eines der bekanntesten Beispiele von Orientalismus in der westeuropäischen Kultur. Adam Szymczyk nennt diese Arbeit als Beispiel für die zentrale Bedeutung von Musik in Aladağs Schaffen.
Im Jahr 2017 zeigte Aladağ auf der documenta 14 in Athen Musikzimmer: eine Installation, die sie zuvor schon in Berlin, Brüssel und Istanbul aufgebaut hatte, immer in ortsspezifischer Ausprägung. Die Künstlerin arrangierte dazu Möbel wie in Biedermeier-Salons, in denen einst regelmäßig der Hausmusik nachgegangen wurde. Die Möbel fand Aladağ in Trödelläden oder auf Flohmärkten vor Ort und ließ sie von lokalen Instrumentenbauern zu Musikinstrumenten umarbeiten, die immer noch als Möbel funktionierten. Die Installation wurde anschließend für Performances genutzt, bei denen örtliche Musiker auf den Möbel-Instrumenten spielten.
2021 widmete die Münchner Villa Stuck Aladag eine erste Retrospektive: Im Rahmen der Ausstellung Sound of Spaces stellte Aladag u. a. einige Instrumenten-Möbel aus den vorangegangenen Musikzimmer-Installationen im ehemaligen Musikzimmer Franz von Stucks aus. Auch hier wurden die Möbel im Rahmen von Performances von Musikern bespielt.
Seit 2019 ist Aladağ Professorin für interdisziplinäres künstlerisches Arbeiten an der Hochschule für Bildende Künste in Dresden. Seit 2002 lebt und arbeitet sie in Berlin.

## Bildergalerie
Alle Bilder wurden 2022 in der Ausstellung „Sound of Spaces“ in der Villa Stuck aufgenommen.

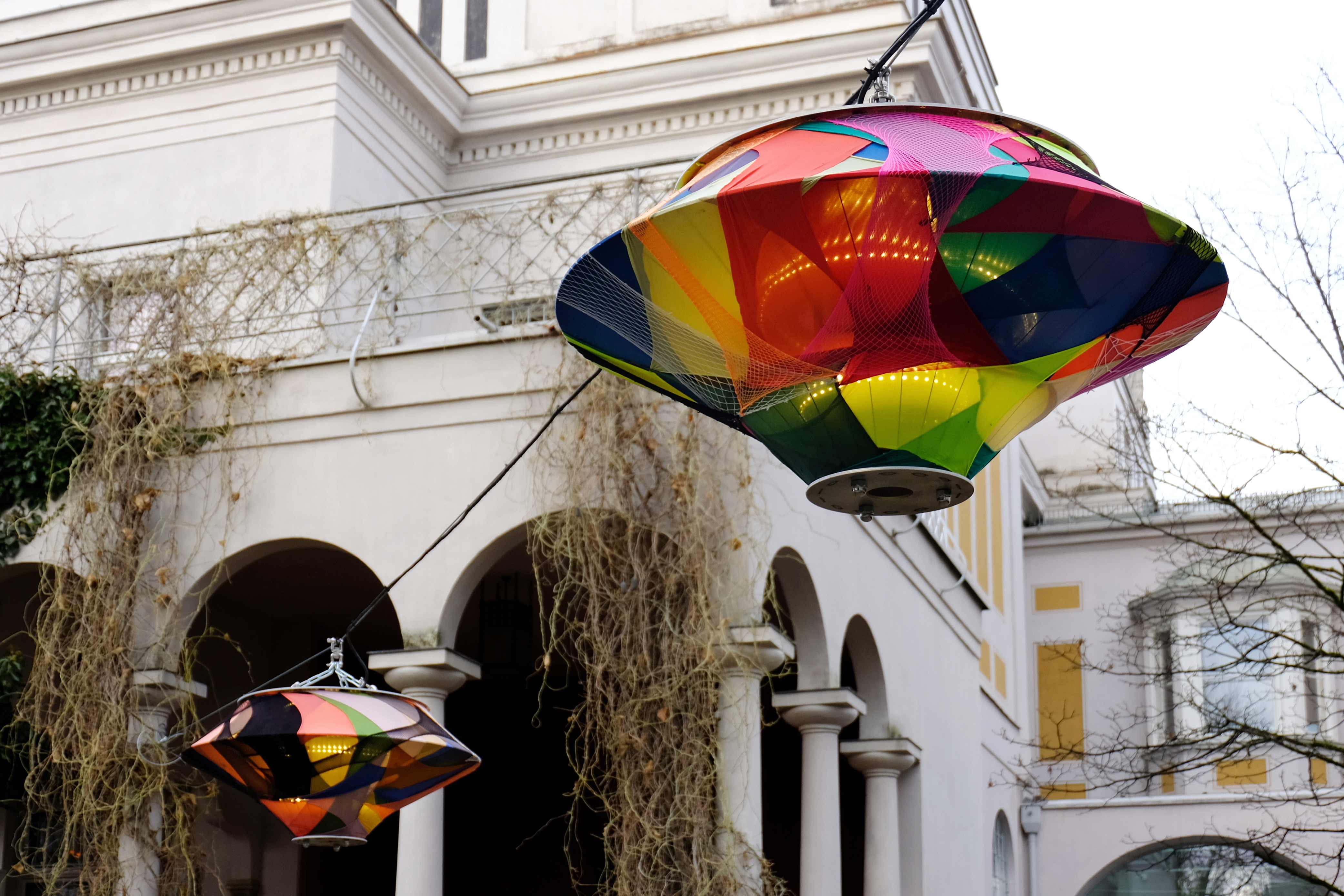
Installation Color Floating 1 & 2
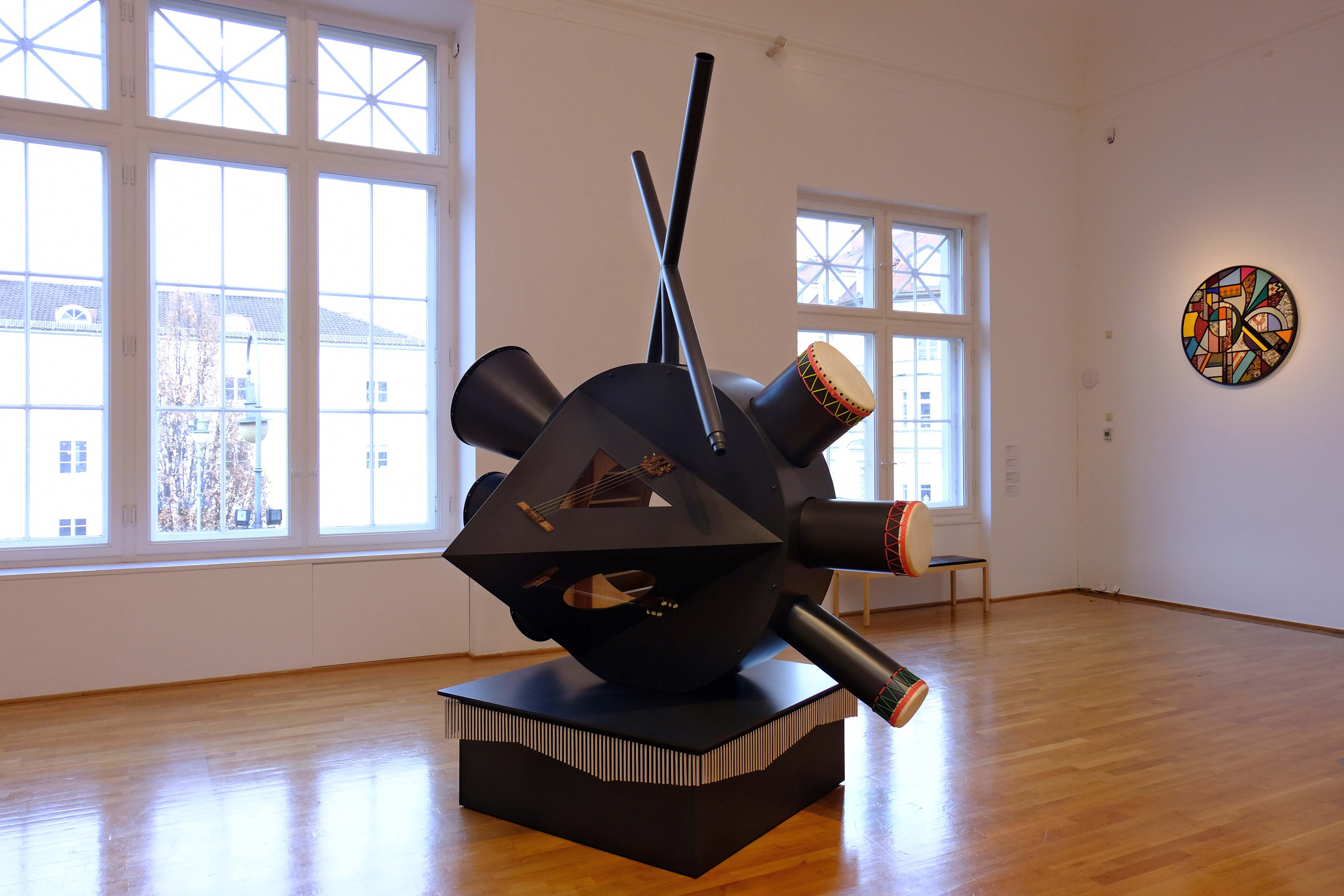
Resonator
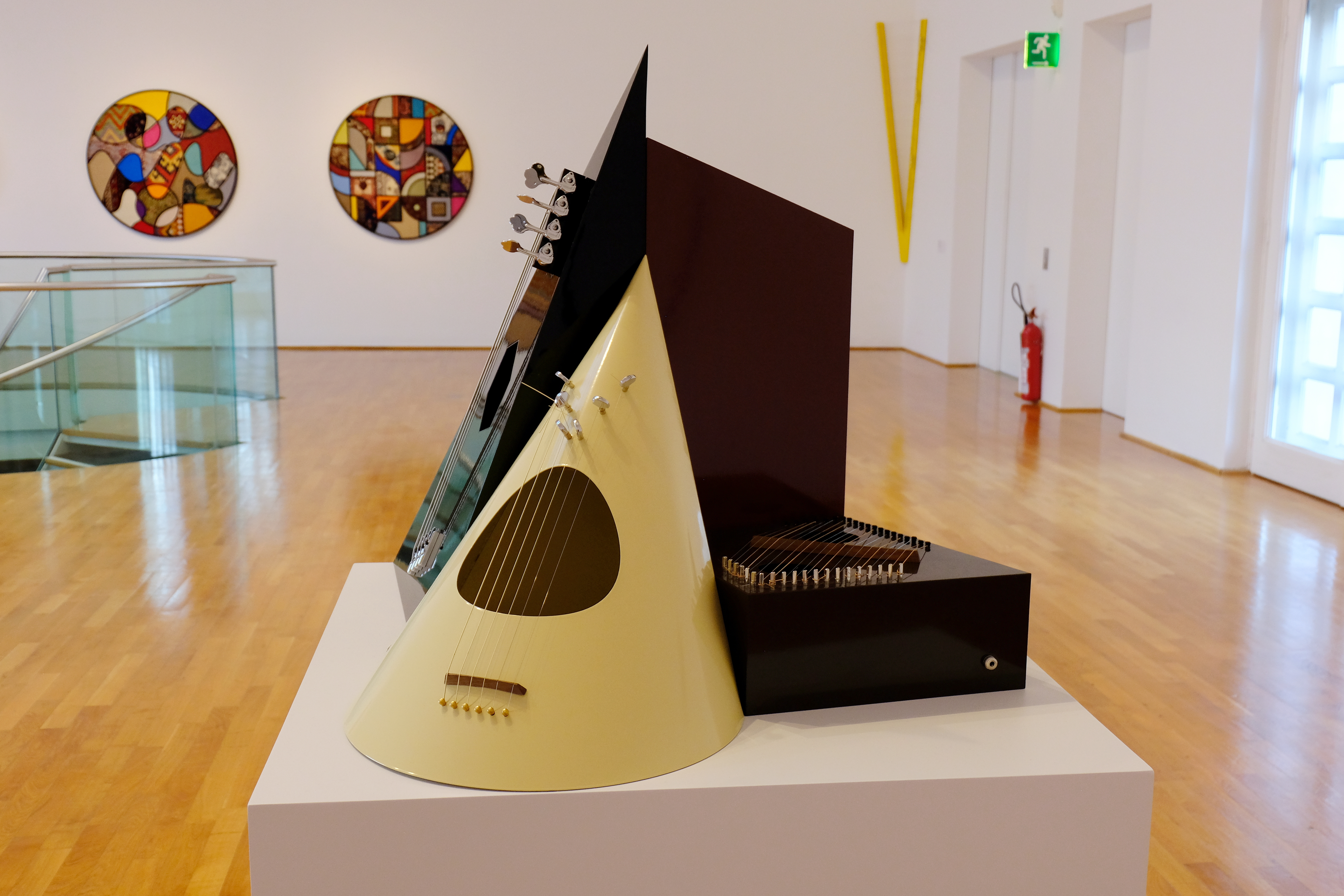
Resonator Strings
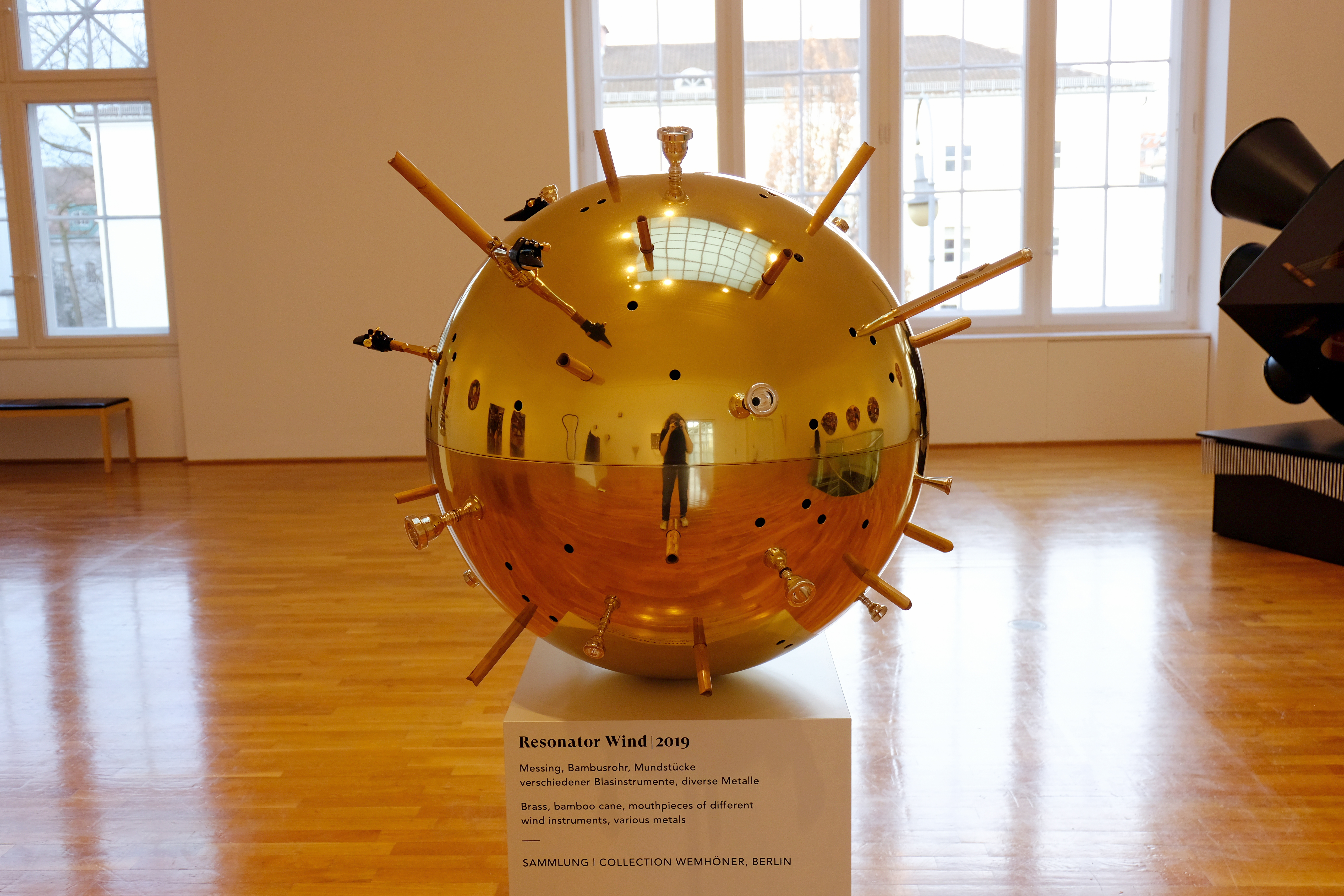
Resonator Wind
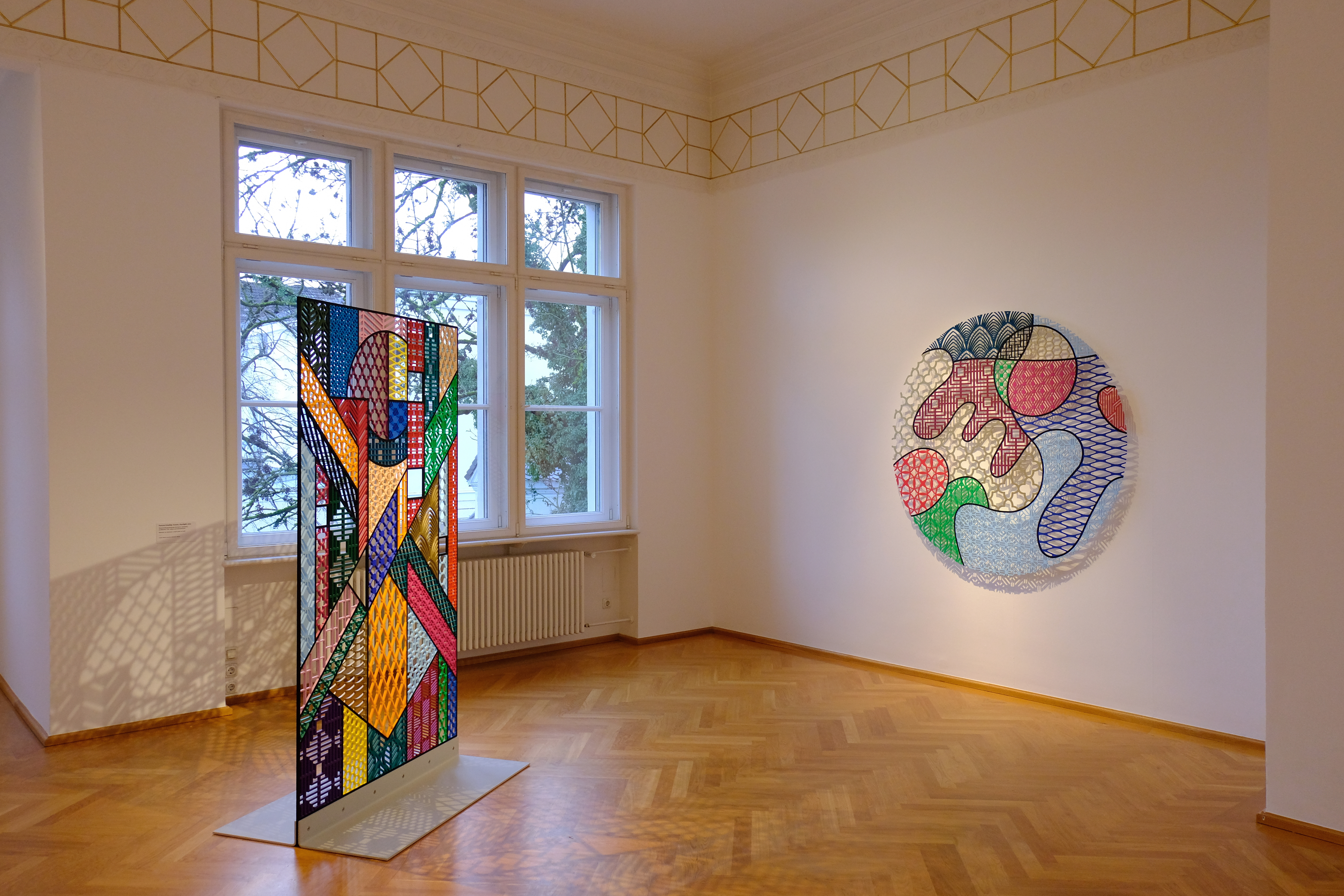
Zwei Skulpturen aus der Serie Pattern Kinship

## Position auf dem Kunstmarkt
Im Kunstkompass belegte Aladağ 2021 den siebten Platz auf der Liste der „Stars von morgen“.

## Familie
Aladağ ist die Großnichte des Schriftstellers Yaşar Kemal. Ihr Bruder Bülent ist ebenfalls Autor, der Bruder Züli Filmemacher, der Bruder Baris ist in der Musikszene aktiv und dreht Werbefilme, ihre Schwester ist Juristin. Aladağs Lebensgefährte ist der Künstler Daniel Knorr.

## Auszeichnungen (Auswahl)
- 2007: GASAG Förderpreis
- 2008: George Maciunas Förderpreis
- 2017: 11. Ernst Rietschel Kunstpreis
- 2025: Landespreis für Bildende Kunst Baden-Württemberg[14]
- 2026: Kurt-Schwitters-Preis[15]

## Einzelausstellungen (Auswahl)
- 2003: freeze/spin, Künstlerhaus Bethanien, Berlin
- 2011: Künstlerische Dialoge, Künstlerhaus Stuttgart
- 2012: Nevin Aladağ, Arter Museum für zeitgenössische Kunst, Istanbul
- 2013: 12x12. Die IBB-Videolounge, Berlinische Galerie
- 2014: Marsch, Rückwand der Kunsthalle Basel
- 2014: Diapason, Rampa Gallery, Istanbul
- 2015: Kontraklang, Heimathafen Neukölln
- 2016: Nevin Aladağ, Lentos Kunstmuseum Linz
- 2017: Fünf Steine Spiel, Salzburger Kunstverein
- 2018: Musikzimmer, Albertinum
- 2019: New Work: Nevin Aladağ, San Francisco Museum of Modern Art
- 2020: Nevin Aladağ: Fanfare, Hayward Gallery, London
- 2020: Nevin Aladağ, Mangrove Gallery, Shenzhen
- 2021: Sound of Spaces, Villa Stuck, München
- 2022: Motion lines, Barakat Contemporary, Seoul[16]
- 2024: Interlocking, Max Ernst Museum Brühl des LVR, Brühl[17]
- 2024: Nevin Aladağ: Das rollende Tamburin, Kunstmuseum Kloster Unser Lieben Frauen Magdeburg
- 2025: Nevin Aladağ – Crossing Traces, Hans-Thoma-Kunstmuseum Bernau[18]

## Gruppenausstellungen (Auswahl)
- 2011: Eyes Looking for a Head to Inhabit, Muzeum Sztuki w Łodzi, Łódź
- 2012: I Wish This Was a Song. Music on Contemporary Art, Nationalmuseum Oslo
- 2013: Le Pont, Musée d’Art Contemporain, Marseille
- 2014: A House of Several Stories, Signal – Center for Contemporary Art, Malmö
- 2015: Nel Mezzo del Mezzo, Museo Riso und Albergo dei Poveri, Palermo
- 2016: Emscherkunst, Ruhrtriennale
- 2017: Documenta 14, Athen und Kassel
- 2017: Viva Arte Viva. Zentrale internationale Ausstellung, 57. Biennale di Venezia
- 2018: Worlds Otherwise Hidden, Kemper Museum of Contemporary Art, Kansas City
- 2019: Big Orchestra, Schirn Kunsthalle Frankfurt
- 2020: Magical Soup, Hamburger Bahnhof – Museum für Gegenwart, Berlin
- 2021: Living Together – Crossing Borders, The 4th Mediterranean Biennale, Sachnin
- 2022: Sisters & Brothers – 500 Jahre Geschwister in der Kunst, Kunsthalle Tübingen[19]
- 2022: Biennale Bregaglia[20]

## Werke in Sammlungen und Museen (Auswahl)
- Centre Pompidou, Paris
- Hamburger Kunsthalle, Abb.
- İstanbul Modern
- Kunstsammlung Nordrhein-Westfalen, Abb.
- Österreichische Galerie Belvedere, Wien[21]
- Pinakothek der Moderne, München
- Sammlung für zeitgenössische Kunst der Bundesrepublik Deutschland
- Sammlung der Neuen Nationalgalerie
- Sammlung Scheicha Hoor al-Qasimi, Schardscha
- Sammlung der Thyssen-Bornemisza Art Contemporary (TBA21), Wien[22]